# El Poblet
El Poblet es un palacete declarado bien de interés cultural que está localizado en la ciudad de Petrel. Su valor histórico reside en que a principios de 1939, durante la guerra civil española, se convirtió en la última residencia secreta del presidente del Gobierno de la República Española (Posición Yuste), Juan Negrín.

## Futuro museo
Desde que fue nombrado Bien de Interés Cultural (España), el Ayuntamiento de Petrel pretende convertirlo en un museo para que cualquier visitante pueda conocer las distintas salas del palacete y sus jardines en los que destaca una peculiar fuente de estilo barroco. 
Además hay un proyecto para acondicionar gran parte de las estancias interiores para que luzca como lo estuvo en el pasado, ya que en cuanto al exterior sus jardines siguen igual que lo estuvieron y también la plaza principal de recepción.
- Datos: Q60970550